# Mô (álbum)
Mô es el título del vigesimonoveno disco en lengua catalana del cantautor Joan Manuel Serrat, editado por Sony BMG en 2006.
Mô es la pronunciación local del nombre de Mahón, en Menorca, Maó en catalán. Este es un lugar de veraneo e inspiración para Serrat, que con este disco le rinde homenaje musicalmente a esa tierra donde tanto disfruta y en la que tiene una casa. Y precisamente en Mahón inició la gira de presentación de este disco que realizó durante el año 2006. Tras Material sensible (1989) y después de 17 años, Serrat vuelve a editar un disco con canciones originales en catalán.

## Descripción y detalles técnicos
- Arreglos del disco: Ricard Miralles y Josep Mas "Kitflus"
- Dirección musical y piano: Ricard Miralles
- Teclados: Josep Mas "Kitflus"
- Guitarras: David Palau
- Bajos: Víctor Merlo
- Violín: Pere Bardagí (colaboración en el tema Capgròs)
- Grabado en los Estudios b más b de diciembre de 2005 a marzo de 2006 en Barcelona.
- Ingeniero de grabación y mezcla: Raúl Cuevas
- Portada del disco: Acuarela de Manel Anoro
- Diseño gráfico: Enric Satué

El CD se acompaña de un DVD por primera vez en la discografía de Serrat, documental que muestra los detalles de la grabación del disco con algunos fragmentos de las canciones en directo.
Todas las canciones del disco son de Joan Manuel Serrat, letra y música, a excepción de Mala mar, basada en el poema Somriure del poeta Joan Margarit, y El mal de la tarongina (El mal del azahar) inspirada en el libro Son de mar (1999) del periodista y escritor Manuel Vicent. 
La canción de título Capgròs está dedicada al músico y amigo de Serrat Josep Maria Bardagí, fallecido en 2001, y es la segunda parte de la canción Malson per entregues (Pesadilla por entregas) que ambos compusieron juntos y que fue incluida en su disco Material sensible en 1989.

## Canciones
- 1. "Mô" (Joan Manuel Serrat) - 6:40
- 2. "El teu àngel de la guarda" (Joan Manuel Serrat) - 3:47
- 3. "Perdut en la ciutat" (Joan Manuel Serrat) - 5:10
- 4. "Cremant núvols" (Joan Manuel Serrat) - 4:35
- 5. "Mala mar" (Joan Margarit - Joan Manuel Serrat) - 4:03
- 6. "Plou al cor" (Joan Manuel Serrat) - 2:51
- 7. "El mal de la tarongina" (Manuel Vicent - Joan Manuel Serrat) - 4:27
- 8. "Capgròs" (Joan Manuel Serrat) - 5:13
- 9. "Fugir de tu" (Joan Manuel Serrat) - 3:50
- 10. "Ja tens l'amor" (Joan Manuel Serrat) - 2:27
- 11. "Si hagués nascut dona" (Joan Manuel Serrat) - 6:13
- 12. "Res al ras" (Joan Manuel Serrat) - 2:35

## Gira Mô
- 27 y 28 de abril de 2006 - Mahón (Teatro Principal)
- 1 de mayo de 2006 - Manlleu (Pavelló d´Esports)
- 3 de mayo de 2006 - Figueras (Teatro El Jardí)
- 5 de mayo de 2006 - Lérida (Pavelló Barris Nord)
- 6 de mayo - Reus (Teatro Fortuny)
- Del 9 al 28 de mayo (excepto el día 17) de 2006 - Barcelona (Teatre Nacional de Catalunya)
- 30 y 31 de mayo de 2006 - Madrid (Teatro Gran Vía)
- 2 y 3 de junio de 2006 - Palma de Mallorca (Auditorio)
- Del 6 al 11 de junio de 2006 - Valencia (Teatro Principal)
- 14 de junio de 2006 - Tarrasa (Auditori Vallhonrat)
- 15 de junio de 2006 - San Cugat del Vallés (Teatro Auditori)
- 16 de junio de 2006 - La Ametlla (Auditorio)
- 17 de junio de 2006 - Tarragona (Auditori Camp de Mart)
- 19 de junio de 2006 - Olesa de Montserrat (Teatro Passió)
- 21 y 22 de junio de 2006 - Tortosa (Auditorio Felip Pedrell)
- 24 de junio de 2006 - Sitges (Teatro el Retiro)
- 28 de junio de 2006 - Rubí (Plaza Dr. Guardiet)
- 29 de junio de 2006 - Barcelona (Barcelona Teatro Musical)
- 30 de junio de 2006 - Castellón de la Plana (Auditorio)
- 2 de julio de 2006 - Vendrell (Club d´Esports)
- 4 de octubre de 2006 - Gerona (Auditori-Palau de Congressos, Invitación 25º Aniversario Federació Municipis de Catalunya)

## Versiones de las canciones en otras voces
Aunque Mô es un disco de 2006, ya hay algunas versiones de algunas de sus canciones:
- Sergio Dalma canta "Ja tens l´amor" en Per al meu amic Serrat (Discmedi, 2006).
- Shuarma (ex Elefantes) canta el tema "Cremant núvols" en el mismo disco.
- Josep Mas "Kitflus"/Carles Benavent: "Plou al cor" (Instrumental) en el mismo disco.
- Mísia canta "Plou al cor" en el disco de La Marató de TV3, edición 2007.